# Wildflowers
Wildflowers — второй сольный альбом лидера американской рок-группы The Heartbreakers Тома Петти. Занял 8-е место в чарте Billboard 200 и стал 3×мульти-платиновым в США и 2×платиновым в Канаде. В списке 100 лучших альбомов 90-х по версии Rolling Stone занял 12-е место.

## Об альбоме
Wildflowers — первый совместный альбом Тома Петти и продюсера Рика Рубина. И музыкант и продюсер решили выпустить его как сольную работу Петти, чтобы получить большую свободу действий и избежать привязанности к традиционными песням The Heartbreakers. Тем не менее, в записи Wildflowers приняли участие все музыканты The Heartbreakers, за исключением Стэна Линча, который ушёл из группы в начале 1994 года. Его заменил новый ударник Стив Ферроне, который год спустя стал официальным членом Tom Petty and the Heartbreakers.

## Оценки
Стивен Томас Эрлевайн из AllMusic дал Wildflowers 4,5 звезды из 5, отметив «спокойствие и уверенность» Тома Петти и продюсерскую работу Рика Рубина, которая «освежила звучание» альбома. Критик Rolling Stone Элиза Гарднер отметила «грацию и подтянутость» Петти, подчёркнутую продюсированием Рубина, а также юмор и вдумчивость лирики Wildflowers.

## Список композиций
Слова и музыка всех песен — Тома Петти, за исключением «You Wreck Me» и «Don’t Fade on Me» — Петти в соавторстве с Майком Кэмпбеллом.
| №   | Название                      | Длительность |
| --- | ----------------------------- | ------------ |
| 1.  | «Wildflowers»                 | 3:11         |
| 2.  | «You Don’t Know How It Feels» | 4:49         |
| 3.  | «Time to Move On»             | 3:15         |
| 4.  | «You Wreck Me»                | 3:22         |
| 5.  | «It’s Good to Be King»        | 5:10         |
| 6.  | «Only a Broken Heart»         | 4:30         |
| 7.  | «Honey Bee»                   | 4:58         |
| 8.  | «Don’t Fade on Me»            | 3:32         |
| 9.  | «Hard on Me»                  | 3:48         |
| 10. | «Cabin Down Below»            | 2:51         |
| 11. | «To Find a Friend»            | 3:23         |
| 12. | «A Higher Place»              | 3:56         |
| 13. | «House in the Woods»          | 5:32         |
| 14. | «Crawling Back to You»        | 5:05         |
| 15. | «Wake Up Time»                | 5:19         |

## Участники записи
- Том Петти — вокал, акустическая гитара, электрогитара, губная гармоника, фортепиано, орган
- Майк Кэмпбелл — акустическая гитара, электрогитара, бас-гитара, слайд-гитара, клавесин, ситар
- Бенмонт Тенч — фисгармония, фортепиано, орган, меллотрон
- Хоуи Эпштейн — бас-гитара, бэк-вокал
- Стив Ферроне — ударные

Приглашённые музыканты
- Ринго Старр — ударные («To Find a Friend»)
- Ленни Кастро — перкуссия
- Карл Уилсон — бэк-вокал
- Фил Джонс — ударные
- Джон Пирс — бас-гитара
- Марти Рифкин — слайд-гитара («House in the Woods»)
- Джим Горн, Брендон Филдс, Грег Хербиг, Ким Хачкрофт — саксофоны («House in the Woods»)

| Хит-парад (1994)                 | Высшая позиция |
| -------------------------------- | -------------- |
| Австралия (ARIA)                 | 38             |
| Австрия (Ö3 Austria)             | 13             |
| Великобритания (UK Albums Chart) | 36             |
| Германия (Offizielle Top 100)    | 15             |
| Нидерланды (Album Top 100)       | 75             |
| Новая Зеландия (RMNZ)            | 29             |
| Норвегия (VG-lista)              | 20             |
| США (Billboard 200)              | 8              |
| Швейцария (Schweizer Hitparade)  | 17             |
| Швеция (Sverigetopplistan)       | 7              |

| Регион | Сертификация  | Продажи    |
| --- | ------------- | ---------- |
| Великобритания (BPI) | Серебряный    | 60 000     |
| Канада (Music Canada) | 2× Платиновый | 200 000^   |
| США (RIAA) | 3× Платиновый | 3 000 000^ |
| ^ Данные о тиражах приведены только на основе сертификации. · Данные о продажах + прослушиваниях приведены только на основе сертификации. |               |            |